# Contagio globale
Contagio globale (The Demon in the Freezer) è un libro scritto da Richard Preston, pubblicato in Italia nel 2003. Il libro tratta temi reali riguardanti la guerra batteriologica, affrontando un resoconto del programma di eradicazione del vaiolo, introducendo, quindi, i rischi che permangono sul rischio del vaiolo come attuale potenziale agente di bioterrorismo, accedendo la controversia sulla presenza di campioni di virus del vaiolo ad Atlanta e a Mosca.
Durante la stesura del libro, avvengono i fatti dell'11 settembre e gli episodi di lettere all'antrace che l'autore riporta nelle pagine del libro.

## Trama

### Parte 1
Si tratta di un resoconto degli attacchi con le lettere all'antrace in Florida e Washington DC nel 2001. L'autore riporta in modo dettagliato i gli avvenimenti e le attività dell'FBI, del CDC e dell'USAMRIID.

### Parte 2
Riporta ad un'epidemia di vaiolo in un ospedale in Germania dove vengono descritte gli sforzi congiunti fra le autorità sanitarie locali e l'OMS per il contenimento e l'attuazione dei protocolli di vaccinazione ad anello usati nelle epidemie di vaiolo durante il progetto di eradicazione.

### Parte 3
Descrive l'evoluzione dei poxvirus e prosegue con la storia del vaiolo, concentrandosi sul programma di eradicazione del vaiolo arrivando agli anni duemila e al vaiolo congelato nei laboratori del CDC di Atlanta.

### Parte 4
Comincia nel 1989 nel Regno Unito con protagonista un biomedico sovietico fuggito in Occidente che racconta del programma sovietico di armi biologiche, compresa la peste geneticamente modificata resistente agli antibiotici e del vaiolo sovietico presente nel sito di ricerca del Vector, dove si erano armati missili intercontinentali con peste e vaiolo. Gli scienziati dell'OMS discutono quindi sulle necessità di distruggere i campioni di vaiolo ancora presenti nei siti americani e russi ma, sulla base dell'ipotetica presenza di vaiolo in natura, si considera necessario conservarlo in laboratorio per scopi di ricerca.

### Parte 5
Racconta la storia di una microbiologa e epidemiologa USAMRIID che esegue ricerche sull'ebola. Nelle pagine del libro si affronta un incidente del gennaio 2000 i protocolli di sicurezza scattati e, nonostante questo, si procede alle ricerche congiunte CDC-USAMRIID sul vaiolo in laboratorio, con esperimenti d'infezione sugli animali che vengono descritti con dovizia di particolari.

### Parte 6
Prosegue il racconto degli effetti del vaiolo sulle scimmie condotto da CDC, differenziando i ceppi Harper (che risulta uccidere lentamente le scimmie) e il ceppo indiano (che, invece, uccide rapidamente). Delle otto scimmie, sei moriranno sei di vaiolo emorragico e una per vaiolo classico. C'è quindi largo spazio sulla necessità e l'etica della sperimentazione animale.

### Parte 7
Attacchi dell'11 settembre, vengono descritte le reazioni e le preoccupazioni del Dipartimento della Salute e dei Servizi Umani degli Stati Uniti d'America riguardo al rischio corso se i laboratori che contenevano agenti patogeni letali (come il vaiolo) fosse stati attaccati e i patogeni si fossero liberati nell'aria.

### Parte 8
Viene descritto il tentativo di replicare il virus Jackson-Ramshaw e viene descritto il tentativo di creare un super-vaiolo ma, in particolare, si scopre che il braccio di un bambino contagiato dal vaiolo è conservato presso i laboratori di ricerca. Quest'ultimo fatto e quanto visto nelle parti precedenti, porta l'autore a dubitare sulla reale eradicazione del vaiolo.

## Edizioni
- Rizzoli, Contagio globale: il pericolo delle nuove armi biologiche, traduzione di Fjodor B. Ardizzoia e Loredana Patti, RCS Libri S.p.A., 2003, pp. 319, ISBN 88-17-87248-2.